# مارتن ماكدونل
مارتن ماكدونل (بالإنجليزية: Martin McDonnell)‏ (27 أبريل 1924 في المملكة المتحدة - 13 أبريل 1988 في المملكة المتحدة) هو لاعب كرة قدم بريطاني (وحمل سابقاً جنسية المملكة المتحدة لبريطانيا العظمى وأيرلندا) في مركزي الدفاع وقلب الدفاع. لعب مع برمنغهام سيتي وديربي كاونتي وكوفنتري سيتي ونادي إيفرتون ونادي ساوثبورت ونادي كرو ألكساندرا.

## وصلات خارجية
- مارتن ماكدونل على موقع قاعدة بيانات كرة القدم.إي يو (الإنجليزية)